# Arka Tag
Arka Tag är en bergstopp i Kina. Den ligger i den västra delen av landet, 2 200 km väster om huvudstaden Peking. Toppen på Arka Tag är 3 674 meter över havet.
Terrängen runt Arka Tag är bergig, och sluttar söderut.  Trakten runt Arka Tag är nära nog obefolkad, med mindre än två invånare per kvadratkilometer. Närmaste större samhälle är Qilanbulak, 12,1 km väster om Arka Tag. Trakten runt Arka Tag är ofruktbar med lite eller ingen växtlighet.